# Плавання на Чемпіонаті світу з водних видів спорту 2017 — змішана естафета 4x100 метрів вільним стилем
Змагання з плавання в змішаній естафеті 4x100 метрів вільним стилем на Чемпіонаті світу з водних видів спорту 2017 відбулись 29 липня.

## Рекорди
Станом на 29 липня 2017 світовий рекорд і рекорд чемпіонатів світу були такими:
| Світовий рекорд          | США | 3:23.05 | Казань, Росія | 8 серпня 2015 |
| Рекорд чемпіонатів світу | США | 3:23.05 | Казань, Росія | 8 серпня 2015 |

Під час змагань встановлено такі рекорди:
| Дата     | Дисципліна | Країна | Час     | Рекорд |
| -------- | ---------- | ------ | ------- | ------ |
| 29 липня | Фінал      | США    | 3:19.60 | WR, CR |

## Результати

### Попередні запливи
Початок запливів о 10:21.
| Місце | Заплив | Доріжка           | Країна              | Плавці | Час     | Примітки |
| ----- | ------ | ----------------- | ------------------- | --- | ------- | -------- |
| 1     | 3      | 4                 | Нідерланди          | Бен Схвітерс (48.97) Кайл Стольк (48.06) Фемке Гемскерк (52.77) Мод ван дер Мер (54.09)                                 | 3:23.89 | Q        |
| 2     | 1      | 6                 | США                 | Блейк П'єроні (48.23) Тавнлі Гаас (48.32) Ліа Ніл (53.98) Келсі Воррелл (53.40)                                         | 3:23.93 | Q        |
| 3     | 3      | 7                 | Канада              | Юрі Кісіл (48.57) Маркус Тормеєр (49.35) Сандрін Менвіль (53.75) Шанталь ван Ландегем (53.40)                           | 3:25.07 | Q        |
| 4     | 3      | 3                 | Угорщина            | Домінік Козма (48.25) Нандор Немет (48.61) Жужанна Якабош (54.18) Евелін Варрасто (54.41)                               | 3:25.45 | Q        |
| 5     | 2      | 4                 | Італія              | Алессандро Мірессі (48.51) Івано Вендраме (48.54) Федеріка Пеллегріні (53.80) Еріка Ферраіолі (54.86)                   | 3:25.71 | Q        |
| 6     | 2      | 7                 | Японія              | Кацухіро Мацумото (49.42) Кацумі Накамура (47.98) Томомі Аокі (54.86) Тіхіро Іґарасі (54.65)                            | 3:26.91 | Q, AS    |
| 7     | 2      | 5                 | Росія               | Микита Корольов (49.27) Олександр Попков (48.48) Вікторія Андреєва (54.63) Вероніка Попова (54.56)                      | 3:26.94 | Q        |
| 8     | 3      | 0                 | Австралія           | Louis Townsend (49.42) Зак Інсерті (49.03) Бріанна Тросселл (54.74) Медісон Вілсон (54.30)                              | 3:27.49 | Q        |
| 9     | 2      | 1                 | Китай               | Лінь Юнцін (49.26) Цао Цзівень (49.92) Wu Qingfeng (55.15) Сун Мейчень (55.09)                                          | 3:29.42 |          |
| 10    | 3      | 9                 | Данія               | Андерс Ліе (49.70) Данієль Скаанінг (49.87) Сігне Бро (54.79) Емілі Бекманн (55.77)                                     | 3:30.13 |          |
| 11    | 1      | 3                 | Ізраїль             | Маркус Шлезінгер (50.80) Ліран Коновалов (50.27) Керен Зібнер (56.14) Андреа Мурез (53.95)                              | 3:31.16 |          |
| 12    | 2      | 6                 | ПАР                 | Дуглас Ерасмус (50.02) Зейн Ведделл (48.85) Ерін Галлагер (55.26) Emma Chellius (57.25)                                 | 3:31.38 | AF       |
| 13    | 1      | 2                 | Люксембург          | Жюльєн Хенкс (50.22) Піт Бранденбургер (51.02) Жюлі Мейнен (55.93) Моніка Олів'є (57.73)                                | 3:34.90 |          |
| 14    | 1      | 4                 | Латвія              | Увіс Калниньш (50.50) Гіртс Фелдберг (50.83) Габріела Нікітіна (56.76) Крістіна Стейна (1:00.27)                        | 3:38.36 |          |
| 15    | 3      | 6                 | Йорданія            | Хадер Баклах (49.46) Мохаммед Бедоур (50.47) Таліта Баклах (1:00.69) Дара Аль-Бакри (59.69)                             | 3:40.31 |          |
| 16    | 3      | 8                 | Макао               | Ман Хоу Чао (52.33) Лінь Сичжуан (52.45) Тань Чи Янь (59.37) Лей Онькхей (59.34)                                        | 3:43.49 |          |
| 17    | 3      | 1                 | Аруба               | Мікель Шройдерс (49.80) Йорді Гротерс (53.10) Еллісон Понсон (59.87) Даніелла ван ден Берг (1:01.17)                    | 3:43.94 |          |
| 18    | 1      | 7                 | Сейшельські Острови | Дін Гоффман (55.23) Алексус Лейрд (1:00.82) Адам Моншеррі (57.93) Фелісіті Пассон (58.29)                               | 3:52.27 |          |
| 19    | 2      | 9                 | Мадагаскар          | Герініаво Расолонджатово (54.29) Адріаніріна Лаланомена (59.04) Елоді Маріон Разафі (1:03.53) Хантан Рахарвел (1:02.53) | 3:59.39 |          |
| 20    | 2      | 2                 | Таджикистан         | Олім Курбанов (59.51) Рамзійор Хоркашев (1:05.14) Каріна Клімик (1:13.55) Анастасія Тюріна (1:11.45)                    | 4:29.65 |          |
| 21    | 3      | 2                 | Мальдіви            | Ісмаїл Мутхасім Аднан (1:02.06) Амінат Шаян (1:12.51) Саджіна Айнат (1:15.35) Мубаль Аззам Ібрагім (1:01.32)            | 4:31.24 |          |
|       | 1      | 5                 | Словаччина          | DNS | DNS     | DNS      |
| 2     | 0      | Фарерські Острови |                     | DNS | DNS     | DNS      |
| 2     | 3      | Єгипет            |                     | DNS | DNS     | DNS      |
| 2     | 8      | Шрі-Ланка         |                     | DNS | DNS     | DNS      |
| 3     | 5      | Франція           |                     | DNS | DNS     | DNS      |

### Фінал
Фінал відбувся о 19:17.
| Місце | Доріжка | Країна     | Плавці                                                                                              | Час     | Примітки |
| ----- | ------- | ---------- | --------------------------------------------------------------------------------------------------- | ------- | -------- |
| 1     | 5       | США        | Кайлеб Дрессел (47.22) Натан Едрієн (47.49) Меллорі Комерфорд (52.71) Сімоне Мануель (52.18)        | 3:19.60 | WR       |
| 2     | 4       | Нідерланди | Бен Схвітерс (49.12) Кайл Стольк (47.80) Фемке Гемскерк (52.33) Раномі Кромовідьойо (52.56)         | 3:21.81 | ER       |
| 3     | 3       | Канада     | Юрі Кісіл (48.51) Хавєр Асеведо (48.68) Шанталь ван Ландегем (53.25) Пенні Олексяк (53.11)          | 3:23.55 |          |
| 4     | 7       | Японія     | Кацухіро Мацумото (49.38) Кацумі Накамура (47.76) Рікако Ікее (53.50) Тіхіро Іґарасі (54.14)        | 3:24.78 | AS       |
| 5     | 2       | Італія     | Лука Дотто (48.71) Алессандро Мірессі (48.27) Федеріка Пеллегріні (53.49) Сільвія ді Пьєтро (54.42) | 3:24.89 |          |
| 6     | 6       | Угорщина   | Домінік Козма (48.12) Річард Бохуш (48.54) Жужанна Якабош (53.60) Евелін Варрасто (54.76)           | 3:25.02 | NR       |
| 7     | 1       | Росія      | Данило Ізотов (48.59) Олександр Попков (48.48) Вікторія Андреєва (54.66) Вероніка Попова (53.76)    | 3:25.49 | NR       |
| 8     | 8       | Австралія  | Louis Townsend (49.24) Александер Грем (48.36) Бріттані Елмслі (53.93) Медісон Вілсон (53.98)       | 3:25.51 |          |